# Oficerska Szkoła Piechoty nr 2 (1948–1955)
Oficerska Szkoła Piechoty nr 2 (OSP nr 2) – szkoła ludowego Wojska Polskiego kształcąca kandydatów na oficerów piechoty.

## Formowanie
Szkoła utworzona została w maju 1948 r. w Jeleniej Górze. Początkowo planowano rozmieszczenie jej w Świdnicy. Pierwszy etat szkoły przewidywał 315 oficerów i podoficerów kadry stałej oraz 810 podchorążych. Część kadry i sprzętu dydaktycznego szkoła otrzymała z rozwiązanej w tym okresie Oficerskiej Szkoły Polityczno-Wychowawczej. We wrześniu wprowadzono nowy etat, w którym liczbę słuchaczy zwiększono do 1080 podchorążych. Organizatorem i pierwszym komendantem był gen. bryg. Aleksander Gembal.
W maju 1949 r. odbyła się pierwsza promocja, podczas której wypromowano 277 oficerów. Promocji dokonał marszałek Michał Żymierski. Kolejna promocja miała miejsce we wrześniu tego roku. Promowano 315 młodych oficerów. Ostatnia promocja odbyła się we wrześniu 1955 r. Łącznie w szkole wypromowano 3031 oficerów piechoty.
Oprócz kształcenia podchorążych w szkole funkcjonowały również: kurs oficerów piechoty dla podoficerów zawodowych, kurs doskonalenia podoficerów zawodowych piechoty oraz kurs dla podoficerów Powszechnej Organizacji „Służba Polsce”. 
Szkoła została rozformowana w sierpniu 1955 r. Pierwszy rocznik podchorążych skierowano do Oficerskiej Szkoły Wojsk Pancernych i Zmechanizowanych w Poznaniu, a drugi rocznik do Oficerskiej Szkoły Piechoty nr 1 we Wrocławiu i Oficerskiej Szkoły Piechoty nr 3 w Elblągu.

## Komendanci szkoły
- gen. bryg. Aleksander Gembal (1948)
- gen. bryg. Stefan Zieliński (1948)
- płk Franciszek Mierzwiński (1948-1954)
- ppłk Kazimierz Druć (1954-1955)
- ppłk Franciszek Józef Ciempa (1955)

## Absolwenci szkoły
- gen. dyw. Zbigniew Blechman (promocja 1951)
- gen. dyw. Jan Kuriata (promocja 1953)